# Brifcor
Brifcor a fost o marcă de băuturi răcoritoare fabricată în România comunistă, relansată în anul 2006 de firma Romaqua.
Brifcor (Băutură Răcoritoare Indigenă Fabricată cu Concentrat Original Românesc) a fost conceput la  ICPVILF (Institutul de Cercetări Pentru Valorificarea și Industrializarea Legumelor și Fructelor) în anii '80 de către Ion Jurubițǎ, un chimist din departamentul de cercetare. El a reușit să substituie concentratul de portocale ce trebuia importat cu un concentrat produs din macerarea a 14 plante, unele din ele banale buruieni. Culoarea era obținută din vrej de tomate. În afară de concentrat și apă, în componența băuturii se mai adăuga zahăr și acid tartric.
Pe când lucra la ICPVILF, Ion Jurubiță a făcut și rețeta pentru Lămîița, o altă băutură răcoritoare din aceeași perioadă dar mai puțin apreciată decât Brifcor.